# 哈马黑拉岛

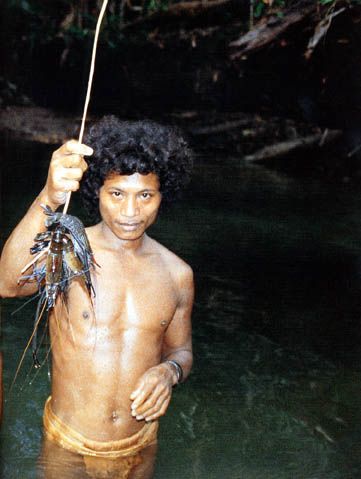
哈马黑拉丛林中的托古蒂尔部落

哈马黑拉岛（Halmahera Island），又名济罗罗岛（Jilolo或Gilolo），是印度尼西亚摩鹿加群岛主岛，属北马鲁古省管辖。全岛面积17,780平方公里，人口162,728人（1995年），八成居民为穆斯林，其余两成为基督徒。

## 行政区划
共有5个县位于哈马黑拉岛上，即：东哈马黑拉县、西哈马黑拉县、南哈马黑拉县、北哈马黑拉县和中哈马黑拉县。

## 火山活动
北马鲁古由火山岛和非火山岛组成。西部的岛大部分是火山岛。哈马黑拉岛本身就是一个火山岛，虽然并不是全岛都有活跃的火山活动。
该岛北部有活跃的火山活动。北马鲁古的非火山岛目前正在海洋作用，特别是海洋堆积的作用下发展。北哈马黑拉县的Dukono火山为活火山。

## 历史
自古岛上居民便和特纳特岛和蒂多雷岛上的居民有密切联系。在荷兰东印度公司殖民以前，该两岛一向是王朝所在地。二战时期，北哈马黑拉县的卡奥湾（Teluk Kao）成为日本军港。
1999年至2000年，马鲁古省首府安汶爆发穆斯林和基督徒的宗教冲突，并蔓延至整个马鲁古群岛。哈马黑拉岛数千人于宗教冲突中丧生。2000年6月，一艘渡轮自哈马黑拉运送难民前往苏拉威西岛东北时沉没，约五百人丧生。
1999年，哈马黑拉岛从马鲁古省分出，与特尔纳特市共组北马鲁古省，特尔纳特为省首府，也是最靠近哈马黑拉的大城市，前往印尼各地的许多航线经由该市。贾伊洛洛为哈马黑拉岛上的最大城市。

## 矿产
哈马黑拉是许多矿产项目所在地。澳大利亚Newcrest Mining公司为本岛两个金矿的业主。Gosowong矿坑为运营于1999年6月至2002年5月的露天氢化浸出矿坑。Toguraci矿坑自2004年2月开始运营。岛上的矿产资源已经成为当地居民和矿产公司的冲突原因。岛上居民认为矿产位于森林中，受印尼法律保护。2004年1月，时任总统梅加瓦蒂宣布林业法修正案，保证了Newcrest公司运营的合法。
2003年和2004年，在Toguraci爆发了当地居民组织的抗议“intermittent”，要求Newcrest停止矿坑的运营。2003年底，印尼国民军开始负责当地安保，由Newcrest Mining当地子公司支付。2003年10月，印尼国民军撤出，私人安保公司接管。2004年1月抗议期间，该安保公司造成了一死数伤。抗议持续到2004年6月。
Weda Bay Minerals在该岛上致力于镍矿和钴矿的开采，为两个澳大利亚公司的联合体，并在加拿大的多伦多证券交易所上市。该项目仍处于勘探阶段，预计可开采25年。

2004年，印尼国营矿产公司PT Aneka Tambang，简称ANTAM，自中哈马黑拉县盖比（Gebe）岛搬迁至哈马黑拉岛Buli湾（Teluk Buli），并开始预测可开采30年的镍矿开采。